# Suécia nos Jogos Olímpicos de Verão de 2008
A Suécia participou dos Jogos Olímpicos de Verão de 2008, em Pequim, na China. O país estreou nos Jogos em 1896 e esta foi sua 26ª participação.

### 

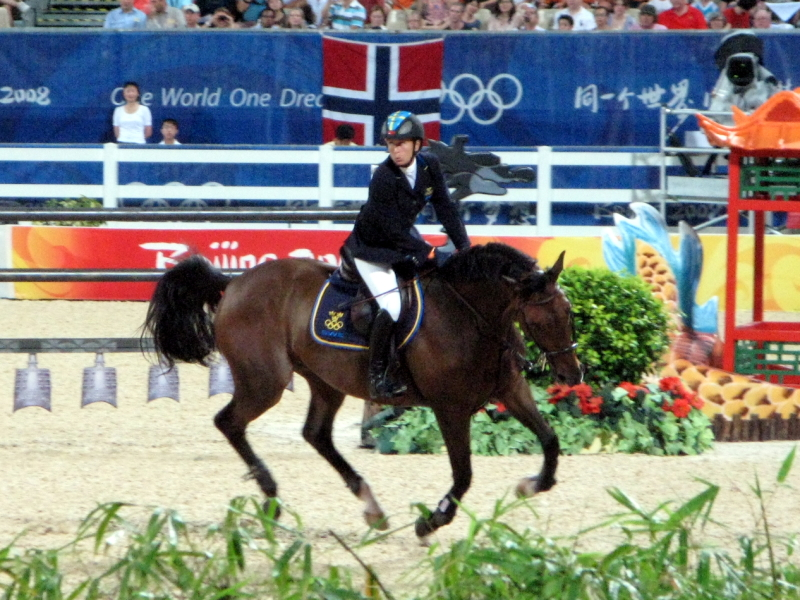
Helena Lundbäck montando Erbblume.

## Medalhas
| Atleta                         | Esporte  | Evento                             | Medalha |
| ------------------------------ | -------- | ---------------------------------- | ------- |
| Emma Johansson                 | Ciclismo | Corrida em estrada feminina        | Prata   |
| Gustav Larsson                 | Ciclismo | Estrada contra o relógio masculino | Prata   |
| Rolf-Göran Bengtsson           | Hipismo  | Saltos individual                  | Prata   |
| Simon Aspelin Thomas Johansson | Tênis    | Duplas masculinas                  | Prata   |
| Anders Ekström Fredrik Lööf    | Vela     | Star masculino                     | Bronze  |

## Desempenho

### Atletismo
Masculino
| Atletas          | Evento                | Preliminares | Preliminares | Semifinal | Semifinal | Final       | Final       |
| Atletas          | Evento                | Marca        | Posição      | Marca     | Posição   | Marca       | Posição     |
| ---------------- | --------------------- | ------------ | ------------ | --------- | --------- | ----------- | ----------- |
| Johan Wissman    | 400 metros            | 44s81        | 3º           | 44s64     | 5º        | 45s39       | 8º          |
| Mustafa Mohamed  | 3000 m com obstáculos | 8m17s80      | 5º           |           |           | 8m20s69     | 10º         |
| Stefan Holm      | Salto em altura       | 2,29m        | 6º           |           |           | 2,32        | 4º          |
| Linus Thörnblad  | Salto em altura       | 2,20 m       | 26º          |           |           | Não avançou | Não avançou |
| Alhaji Jeng      | Salto com vara        | 5,55m        | 14º          |           |           | Não avançou | Não avançou |
| Jesper Fritz     | Salto com vara        | 5,45m        | 24º          |           |           | Não avançou | Não avançou |
| Niklas Arrhenius | Arremesso de disco    | 58,22m       | 32º          |           |           | Não avançou | Não avançou |
| Magnus Arvidsson | Lançamento de dardo   | 79,70 m      | 12º          |           |           | 80,16m      | 11º         |

Feminino
| Atletas        | Evento              | Preliminares | Preliminares | Semifinal     | Semifinal     | Final       | Final       |
| Atletas        | Evento              | Marca        | Posição      | Marca         | Posição       | Marca       | Posição     |
| -------------- | ------------------- | ------------ | ------------ | ------------- | ------------- | ----------- | ----------- |
| Susanna Kallur | 100 m com barreiras | 12s68        | 2º           | Não completou | Não completou | Não avançou | Não avançou |
| Emma Green     | Salto em altura     | 1,93m        | 13º          |               |               | 1,96m (SB)  | 9º          |
| Carolina Klüft | Salto em distância  | 6,70 m       | 4º           |               |               | 6,49m       | 9º          |
| Carolina Klüft | Salto triplo        | 13,97m       | 20º          |               |               | Não avançou | Não avançou |
| Anna Söderberg | Arremesso de disco  | 55,28m       | 31º          |               |               | Não avançou | Não avançou |

### Badminton
Feminino
| Atleta       | Evento  | Fase de 64                             | Fase de 32             | Fase de 16             | Quartas                | Semifinais             | Final                  | Final       |
| Atleta       | Evento  | Adversário e resultado                 | Adversário e resultado | Adversário e resultado | Adversário e resultado | Adversário e resultado | Adversário e resultado | Posição     |
| ------------ | ------- | -------------------------------------- | ---------------------- | ---------------------- | ---------------------- | ---------------------- | ---------------------- | ----------- |
| Sara Persson | Simples | BUL P. Nedelcheva D 0-2 (10-21; 10-21) | Não avançou            | Não avançou            | Não avançou            | Não avançou            | Não avançou            | Não avançou |

### Boxe
| Atleta          | Evento           | Fase de 32                   | Fase de 16             | Quartas                | Semifinais             | Final                  |
| Atleta          | Evento           | Adversário e resultado       | Adversário e resultado | Adversário e resultado | Adversário e resultado | Adversário e resultado |
| --------------- | ---------------- | ---------------------------- | ---------------------- | ---------------------- | ---------------------- | ---------------------- |
| Naim Terbunja   | Peso médio       | RUS M. Korobov D PTS 6:18    | Não avançou            | Não avançou            | Não avançou            | Não avançou            |
| Kennedy Katende | Peso meio-pesado | RUS A. Beterbiyev D PTS 3:15 | Não avançou            | Não avançou            | Não avançou            | Não avançou            |

### Canoagem de velocidade
Masculino
| Atleta                             | Evento     | Preliminar      | Preliminar      | Semifinais  | Semifinais  | Final       | Final       |
| Atleta                             | Evento     | Tempo           | Posição         | Tempo       | Posição     | Tempo       | Posição     |
| ---------------------------------- | ---------- | --------------- | --------------- | ----------- | ----------- | ----------- | ----------- |
| Anders Gustafsson                  | K-1 500 m  | 1m36s633        | 3º              | 1m42s409    | 2º          | 1m38s447    | 7º          |
| Markus Oscarsson                   | K-1 1000 m | 3m30s044        | 3º              | 3m33s906    | 3º          | 3m30s198    | 6º          |
| Anders Gustafsson Markus Oscarsson | K-2 1000 m | Desclassificado | Desclassificado | Não avançou | Não avançou | Não avançou | Não avançou |

### Ciclismo de estrada
Masculino
| Atleta            | Evento             | Final               | Final            |
| Atleta            | Evento             | Tempo               | Posição          |
| ----------------- | ------------------ | ------------------- | ---------------- |
| Thomas Lövkvist   | Corrida em estrada | 6h26m25s (+2m36s)   | 37º              |
| Marcus Ljungqvist | Corrida em estrada | 6h34m26s (+10 m37s) | 57º              |
| Gustav Larsson    | Corrida em estrada | 6h26m17s (+2m28s)   | 23º              |
| Gustav Larsson    | Contra o relógio   | 1h02m44s79 (+33s36) | Medalha de prata |

Feminino
| Atleta            | Evento             | Final              | Final            |
| Atleta            | Evento             | Tempo              | Posição          |
| ----------------- | ------------------ | ------------------ | ---------------- |
| Sara Mustonen     | Corrida em estrada | 3h43m25s (+11m01s) | 56º              |
| Susanne Ljungskog | Corrida em estrada | 3h32m52s (+0 m28s) | 21º              |
| Susanne Ljungskog | Contra o relógio   | 36m33s (+1m42s)    | 10º              |
| Emma Johansson    | Corrida em estrada | 3h32m24s (+0 m00s) | Medalha de prata |
| Emma Johansson    | Contra o relógio   | 38m28s (+3m37s)    | 21º              |

### Ciclismo Mountain Bike
Masculino
| Atleta             | Evento        | Final     | Final     |
| Atleta             | Evento        | Tempo     | Posição   |
| ------------------ | ------------- | --------- | --------- |
| Fredrik Kessiakoff | Cross-country | 2h03m09s  | 17º       |
| Seamus McGrath     | Cross-country | -2 voltas | -2 voltas |

### Esgrima
Feminino
| Atleta          | Evento            | Fase de 64             | Fase de 32              | Fase de 16                  | Quartas de final         | Semifinais             | Final                  | Posição     |
| Atleta          | Evento            | Adversário e resultado | Adversário e resultado  | Adversário e resultado      | Adversário e resultado   | Adversário e resultado | Adversário e resultado | Posição     |
| --------------- | ----------------- | ---------------------- | ----------------------- | --------------------------- | ------------------------ | ---------------------- | ---------------------- | ----------- |
| Emma Samuelsson | Espada individual |                        | RUS T. Logounova V 15-6 | FRA H. Kiraly Picot V 15-13 | GER B. Heidemann D 10-15 | Não avançou            | Não avançou            | Não avançou |

### Futebol
Feminino
| Equipe | Equipe | Fase de grupos                                       | Fase de grupos | Quartas                  | Semifinal              | Final                  | Pos. |
| Equipe | Equipe | Adversário e resultado                               | Pos.           | Adversário e resultado   | Adversário e resultado | Adversário e resultado | Pos. |
| --- | --- | ---------------------------------------------------- | -------------- | ------------------------ | ---------------------- | ---------------------- | ---- |
| Hedvig Lindahl Caroline Jönsson Karolina Westberg Stina Segerström Anna Paulson Sara Thunebro Sara Larsson Frida Östberg Charlotte Rohlin Caroline Seger | Josefine Öqvist Therese Sjögran Linda Forsberg Nilla Fischer Charlotta Schelin Jessica Landström Hanna Ljungberg Victoria Svensson | CHN China D 1-2 ARG Argentina V 1-0 CAN Canadá V 2-1 | 2º (Gr. E)     | GER Alemanha D 0-2 (pro) | Não avançou            | Não avançou            | 6º   |

### Handebol
Feminino
| Equipe | Fase de grupos                                                                                           | Fase de grupos | Quartas de final       | Semifinal                             | Final                                     | Pos. |
| Equipe | Adversário e resultado                                                                                   | Pos.           | Adversário e resultado | Adversário e resultado                | Adversário e resultado                    | Pos. |
| --- | --- | -------------- | ---------------------- | ------------------------------------- | ----------------------------------------- | ---- |
| Therese Bengtsson Madeleine Grundström Matilda Boson Tina Flognman Sara Holmgren Johanna Wiberg Teresa Utkovic Annika Wiel Fredén Sara Eriksson Linnea Torstensson Jessika Enström Therese Helgesson Frida Toveby Johanna Ahlm Isabelle Gulldén | HUN Hungria D 24-30 RUS Rússia D 24-28 KOR Coreia do Sul D 23-31 GER Alemanha V 27-26 BRA Brasil V 25-22 | 4º (Gr. B)     | NOR Noruega D 24-31    | Classificação 5º-8º CHN China D 19-20 | Disputa pelo 7º lugar ROU Romênia D 30-34 | 8º   |

### Hipismo
Adestramento
| Atleta                                    | Cavalo                     | Evento     | Grand Prix/ Final Equipes | Grand Prix/ Final Equipes | Grand Prix Special | Grand Prix Special | Grand Prix Freestyle/ Final Individual | Grand Prix Freestyle/ Final Individual | Resultado final | Resultado final |
| Atleta                                    | Cavalo                     | Evento     | Pontos                    | Posição                   | Pontos             | Posição            | Pontos                                 | Posição                                | Total Pontos    | Posição         |
| ----------------------------------------- | -------------------------- | ---------- | ------------------------- | ------------------------- | ------------------ | ------------------ | -------------------------------------- | -------------------------------------- | --------------- | --------------- |
| Jan Brink                                 | Briar                      | Individual | 68,875                    | 13º                       | 68,960             | 13º                | 73,450                                 | 9º                                     | 71,205          | 10º             |
| Patrik Kittel                             | Floresco                   | Individual | 67,125                    | 18º                       | 64,360             | 24º                | Não avançou                            | Não avançou                            | Não avançou     | Não avançou     |
| Tinne Vilhelmsson                         | Solos Carex                | Individual | 66,042                    | 23º                       | 69,240             | 11º                | 71,450                                 | 12º                                    | 70,345          | 12º             |
| Jan Brink Patrik Kittel Tinne Vilhelmsson | Briar Floresco Solos Carex | Equipes    | 67,347                    | 5º                        |                    |                    |                                        |                                        |                 |                 |

CCE
| Atleta                                                                         | Cavalo                                                      | Evento     | Adestramento | Adestramento | Cross-country | Cross-country | Saltos         | Saltos         | Saltos               | Saltos               | Total    | Total    |
| Atleta                                                                         | Cavalo                                                      | Evento     | Adestramento | Adestramento | Cross-country | Cross-country | Qualificatória | Qualificatória | Final/ Final Equipes | Final/ Final Equipes | Total    | Total    |
| Atleta                                                                         | Cavalo                                                      | Evento     | Pen.         | Posição      | Pen.          | Posição       | Pen.           | Posição        | Pen.                 | Posição              | Pen.     | Posição  |
| ------------------------------------------------------------------------------ | ----------------------------------------------------------- | ---------- | ------------ | ------------ | ------------- | ------------- | -------------- | -------------- | -------------------- | -------------------- | -------- | -------- |
| Dag Albert                                                                     | Tubber Rebel                                                | Individual | 65,60        | 65º          | 27,60         | 40º           | 27,60          | 31º            | Não avançou          | Não avançou          | 93,20    | 32º      |
| Linda Algotsson                                                                | Stand By Me                                                 | Individual | 41,50        | 15º          | 22,80         | 18º           | 0              | 15º            | 4                    | 13º                  | 68,30    | 13º      |
| Viktoria Carlerbäck                                                            | Bally's Geronimo                                            | Individual | 46,50        | 24º          | 26,40         | 27º           | Desistiu       | Desistiu       | Desistiu             | Desistiu             | Desistiu | Desistiu |
| Magnus Gällerdal                                                               | Keymaster                                                   | Individual | 54,60        | 48º          | 13,60         | 23º           | Desistiu       | Desistiu       | Desistiu             | Desistiu             | Desistiu | Desistiu |
| Katrin Norling                                                                 | Pandora                                                     | Individual | 52,00        | 38º          | 16,00         | 22º           | 5              | 19º            | 8                    | 18º                  | 81,00    | 22º      |
| Dag Albert Linda Algotsson Viktoria Carlerbäck Magnus Gällerdal Katrin Norling | Tubber Rebel Stand By Me Bally's Geronimo Keymaster Pandora | Equipes    | 140,00       | 7º           | 60,50         | 5º            |                |                | 30                   | 4º                   | 230,50   | 4º       |

Saltos
| Atleta                                                            | Cavalo                                | Evento     | Ronda Ind. 1/ Qualif. Equipe | Ronda Ind. 1/ Qualif. Equipe | Ronda Ind. 2/ Final Equipe 1 | Ronda Ind. 2/ Final Equipe 1 | Ronda Ind. 2/ Final Equipe 1 | Ronda Ind. 3/ Final Equipe 2 | Ronda Ind. 3/ Final Equipe 2 | Ronda Ind. 3/ Final Equipe 2 | Final       | Final       | Final       | Final       | Desempate Jump-off | Desempate Jump-off | Posição final    |
| Atleta                                                            | Cavalo                                | Evento     | Ronda Ind. 1/ Qualif. Equipe | Ronda Ind. 1/ Qualif. Equipe | Ronda Ind. 2/ Final Equipe 1 | Ronda Ind. 2/ Final Equipe 1 | Ronda Ind. 2/ Final Equipe 1 | Ronda Ind. 3/ Final Equipe 2 | Ronda Ind. 3/ Final Equipe 2 | Ronda Ind. 3/ Final Equipe 2 | Ronda A     | Ronda A     | Ronda B     | Ronda B     | Desempate Jump-off | Desempate Jump-off | Posição final    |
| Atleta                                                            | Cavalo                                | Evento     | Pen.                         | Posição                      | Pen.                         | Total                        | Posição                      | Pen.                         | Total                        | Posição                      | Pen.        | Posição     | Pen.        | Total       | Pen.               | Tempo              | Posição final    |
| ----------------------------------------------------------------- | ------------------------------------- | ---------- | ---------------------------- | ---------------------------- | ---------------------------- | ---------------------------- | ---------------------------- | ---------------------------- | ---------------------------- | ---------------------------- | ----------- | ----------- | ----------- | ----------- | ------------------ | ------------------ | ---------------- |
| Rolf-Göran Bengtsson                                              | Ninja                                 | Individual | 4                            | 30º                          | 0                            | 4                            | 8º                           | 4                            | 8                            | 8º                           | 0           | 1º          | 0           | 0           | 4                  | 38s39              | Medalha de prata |
| Peter Eriksson                                                    | Jaguar Mail                           | Individual | 8                            | 49º                          | 8                            | 16                           | 35º                          | 4                            | 20                           | 27º                          | 16          | 33º         | Não avançou | Não avançou | Não avançou        | Não avançou        | Não avançou      |
| Helena Lundbäck                                                   | Erbblume                              | Individual | 8                            | 49º                          | 12                           | 20                           | 47º                          | 17                           | 37                           | 42º                          | Não avançou | Não avançou | Não avançou | Não avançou | Não avançou        | Não avançou        | Não avançou      |
| Lotta Schultz                                                     | Calibra II                            | Individual | 5                            | 39º                          | 5                            | 10                           | 26º                          | 20                           | 30                           | 40º                          | 4           | 11º         | 13          | 17          | Não avançou        | Não avançou        | 19º              |
| Rolf-Göran Bengtsson Peter Eriksson Helena Lundbäck Lotta Schultz | Ninja Jaguar Mail Erbblume Calibra II | Equipes    |                              |                              | 13                           | -                            | 3º                           | 25                           | 38                           | 8º                           |             |             |             |             |                    |                    |                  |

### Lutas
Greco-romana
| Atleta         | Evento  | Preliminar                      | Oitavas de final               | Quartas de final             | Semifinal                  | Repescagem 1ª rodada   | Repescagem 2ª rodada   | Final                                                | Final  |
| Atleta         | Evento  | Adversário e resultado          | Adversário e resultado         | Adversário e resultado       | Adversário e resultado     | Adversário e resultado | Adversário e resultado | Adversário e resultado                               | Pos.   |
| -------------- | ------- | ------------------------------- | ------------------------------ | ---------------------------- | -------------------------- | ---------------------- | ---------------------- | ---------------------------------------------------- | ------ |
| Ara Abrahamian | -84 kg  | KOR Kim J-S. V 1-3, 1-1, 1-1    | CUB Y. Estrada V 2-1, 1-1, 1-1 | ARM D. Forov V 1-1, 0-3, 1-1 | ITA A. Minguzzi D 1-1, 1-2 |                        |                        | Disputa pelo bronze FRA M. Noumonvi V 4-0, 1-1       | 3º DSQ |
| Jalmar Sjöberg | -120 kg | POL M. Mikulski V 0-4, 5-0, 3-0 | AZE A. Botev V 2-0, 3-0        | USA D. Byers V 0-3, 1-1, 1-1 | CUB M. López D 0-4, 0-5    |                        |                        | Disputa pelo bronze ARM Y. Patrikeev D 1-2, 1-1, 0-3 | 5º     |

Originalmente Ara Abrahamian havia conquistado a medalha de bronze. Porém, durante a cerimônia de entrega das medalhas o lutador abandonou o pódio e deixou a medalha no chão em protesto contra os juízes durante sua luta na semifinal, que lhe tirou a chance de disputar a medalha de ouro. Em 16 de agosto de 2008 o Comitê Olímpico Internacional decidiu desclassificá-lo e lhe retirou a medalha.
Livre feminino
| Atleta            | Evento | Preliminar             | Oitavas de final          | Quartas de final       | Semifinal              | Repescagem 1ª rodada   | Repescagem 2ª rodada         | Final                                         | Final       |
| Atleta            | Evento | Adversário e resultado | Adversário e resultado    | Adversário e resultado | Adversário e resultado | Adversário e resultado | Adversário e resultado       | Adversário e resultado                        | Pos.        |
| ----------------- | ------ | ---------------------- | ------------------------- | ---------------------- | ---------------------- | ---------------------- | ---------------------------- | --------------------------------------------- | ----------- |
| Sofia Mattsson    | -48 kg |                        | USA C. Chun D 1-2, 1-2    | Não avançou            | Não avançou            | Não avançou            | Não avançou                  | Não avançou                                   | Não avançou |
| Ida-Theres Nerell | -55 kg |                        | JPN S. Yoshida D 1-3, 0-4 |                        |                        |                        | RUS N. Golts V 1-0, 0-3, 1-0 | Disputa pelo bronze CAN T. Verbeek D 0-1, 0-1 | 5º          |
| Jenny Fransson    | -72 kg |                        | CHN Wang J. D 3-4, 0-6    |                        |                        |                        | USA A. Bernard D 1-3, 0-3    | Não avançou                                   | Não avançou |

### Natação
Masculino
| Atleta(s)                                                  | Evento          | Eliminatórias | Eliminatórias | Semifinal   | Semifinal   | Final        | Final       |
| Atleta(s)                                                  | Evento          | Tempo         | Posição       | Tempo       | Posição     | Tempo        | Posição     |
| ---------------------------------------------------------- | --------------- | ------------- | ------------- | ----------- | ----------- | ------------ | ----------- |
| Stefan Nystrand                                            | 50 m livre      | 21s75 (NR)    | 3º            | 21s71 (NR)  | 4º          | 21s72        | 8º          |
| Stefan Nystrand                                            | 100 m livre     | 47s83 (NR)    | 2º            | 47s91       | 5º          | 48s33        | 8º          |
| Jonas Persson                                              | 100 m livre     | 48s51         | 15º           | 48s59       | 13º         | Não avançou  | Não avançou |
| Christoffer Wikström                                       | 200 m livre     | 1m49s84       | 38º           | Não avançou | Não avançou | Não avançou  | Não avançou |
| Simon Sjödin                                               | 200 m costas    | Não largou    | Não largou    | Não avançou | Não avançou | Não avançou  | Não avançou |
| Simon Sjödin                                               | 200 m borboleta | 1m57s75 (NR)  | 26º           | Não avançou | Não avançou | Não avançou  | Não avançou |
| Jonas Andersson                                            | 100 m peito     | 1m01s77       | 31º           | Não avançou | Não avançou | Não avançou  | Não avançou |
| Lars Frölander                                             | 100 m borboleta | 52s15         | 18º           | Não avançou | Não avançou | Não avançou  | Não avançou |
| Petter Stymne Lars Frölander Stefan Nystrand Jonas Persson | 4x100 m livre   | 3m12s73       | 5º            |             |             | 3m11s92 (NR) | 5º          |
| Simon Sjödin Jonas Andersson Lars Frölander Jonas Persson  | 4x100 m medley  | 3m35s83       | 11º           |             |             | Não avançou  | Não avançou |

Feminino
| Atleta(s)                                                                | Evento          | Eliminatórias | Eliminatórias | Semifinal   | Semifinal   | Final       | Final       |
| Atleta(s)                                                                | Evento          | Tempo         | Posição       | Tempo       | Posição     | Tempo       | Posição     |
| ------------------------------------------------------------------------ | --------------- | ------------- | ------------- | ----------- | ----------- | ----------- | ----------- |
| Therese Alshammar                                                        | 50 m livre      | 24s94         | 9º            | 24s96       | 14º         | Não avançou | Não avançou |
| Anna-Karin Kammerling                                                    | 50 m livre      | 25s34         | 22º           | 24s96       | 14º         | Não avançou | Não avançou |
| Josefin Lillhage                                                         | 100 m livre     | 54s07 (NR)    | 10º           | 54s59       | 11º         | Não avançou | Não avançou |
| Josefin Lillhage                                                         | 200 m livre     | 1m57s98       | 13º           | 1m59s29     | 15º         | Não avançou | Não avançou |
| Ida Marko-Varga                                                          | 200 m livre     | 1m58s21       | 16º           | 1m59s41     | 16º         | Não avançou | Não avançou |
| Gabriella Fagundez                                                       | 400 m livre     | 4m11s40       | 18º           |             |             | Não avançou | Não avançou |
| Gabriella Fagundez                                                       | 800 m livre     | 8m39s06 (NR)  | 24º           |             |             | Não avançou | Não avançou |
| Sarah Sjöström                                                           | 100 m costas    | 1m02s38 (NR)  | 29º           | Não avançou | Não avançou | Não avançou | Não avançou |
| Sarah Sjöström                                                           | 100 m borboleta | 59s08         | 27º           | Não avançou | Não avançou | Não avançou | Não avançou |
| Petra Granlund                                                           | 200 m borboleta | 2m08s97 (NR)  | 14º           | 2m09s79     | 14º         | Não avançou | Não avançou |
| Hanna Westrin                                                            | 100 m peito     | 1m08s80       | 21º           | Não avançou | Não avançou | Não avançou | Não avançou |
| Joline Höstman                                                           | 100 m peito     | 1m07s91       | 8º            | 1m08s26     | 9º          | Não avançou | Não avançou |
| Joline Höstman                                                           | 200 m peito     | 2m26s00       | 12º           | 2m27s14     | 12º         | Não avançou | Não avançou |
| Ida Marko-Varga Therese Alshammar Anna-Karin Kammerling Claire Hedenskog | 4x100 m livre   | 3m40s52       | 11º           |             |             | Não avançou | Não avançou |
| Josefin Lillhage Gabriella Fagundez Ida Marko-Varga Petra Granlund       | 4x200 m livre   | 7m53s83 (NR)  | 5º            |             |             | 7m59s83     | 8º          |
| Sarah Sjöström Joline Höstman‎ Anna-Karin Kammerling Josefin Lillhage     | 4x100 m medley  | 4m02s12 (NR)  | 7º            |             |             | DSQ         | DSQ         |
| Eva Berglund                                                             | 10 km maratona  |               |               |             |             | 2h01m05s    | 18º         |

### Remo
Masculino
| Equipe        | Evento        | Eliminatórias | Eliminatórias | Repescagem | Repescagem | Quartas | Quartas  | Semifinal | Semifinal | Final   | Final                |
| Equipe        | Evento        | Tempo         | Posição       | Tempo      | Posição    | Tempo   | Posição  | Tempo     | Posição   | Tempo   | Posição (Pos. final) |
| ------------- | ------------- | ------------- | ------------- | ---------- | ---------- | ------- | -------- | --------- | --------- | ------- | -------------------- |
| Lassi Karonen | Skiff simples | 7m14s64       | 1º Q          |            |            | 6m50s40 | 2º S A/B | 6m57s28   | 1º FA     | 7m07s64 | 6º (6º)              |

Feminino
| Equipe         | Evento        | Eliminatórias | Eliminatórias | Repescagem | Repescagem | Quartas | Quartas  | Semifinal | Semifinal | Final   | Final                |
| Equipe         | Evento        | Tempo         | Posição       | Tempo      | Posição    | Tempo   | Posição  | Tempo     | Posição   | Tempo   | Posição (Pos. final) |
| -------------- | ------------- | ------------- | ------------- | ---------- | ---------- | ------- | -------- | --------- | --------- | ------- | -------------------- |
| Frida Svensson | Skiff simples | 7m56s39       | 2º Q          |            |            | 7m29s29 | 2º S A/B | 7m46s38   | 6º FB     | 7m48s19 | 1º (7º)              |

### Saltos ornamentais
Feminino
| Atletas       | Evento                     | Preliminares | Preliminares | Semifinal | Semifinal | Final  | Final   |
| Atletas       | Evento                     | Pontos       | Posição      | Pontos    | Posição   | Pontos | Posição |
| ------------- | -------------------------- | ------------ | ------------ | --------- | --------- | ------ | ------- |
| Anna Lindberg | Trampolim 3 m individual   | 294,75       | 12º          | 324,70    | 9º        | 342,15 | 6º      |
| Elina Eggers  | Plataforma 10 m individual | 309,45       | 16º          | 315,45    | 9º        | 285,85 | 12º     |

### Taekwondo
Feminino
| Atleta              | Evento | Preliminares           | Quartas                | Semifinais             | Repescagem                | Final                                      | Posição     |
| Atleta              | Evento | Adversário e resultado | Adversário e resultado | Adversário e resultado | Adversário e resultado    | Adversário e resultado                     | Posição     |
| ------------------- | ------ | ---------------------- | ---------------------- | ---------------------- | ------------------------- | ------------------------------------------ | ----------- |
| Hanna Zajc          | -49kg  | CAN I. Gonda V 2-0     | CHN Wu J. D 1-8        |                        | KEN M. Alango D 2-2 (SUP) | Não avançou                                | Não avançou |
| Karolina Kedzierska | +67kg  | ESP R. Simon V 5-4     | MEX M Espinoza D 2-4   |                        | TUN K. Ben Hamza V 5-4    | Disputa pelo bronze BRA N. Falavigna D 2-5 | 5º          |

### Tênis
Masculino
| Atleta                         | Evento  | Fase de 64                      | Fase de 32                           | Fase de 16                            | Quartas                                      | Semifinais                                   | Final                                             | Final            |
| Atleta                         | Evento  | Adversário e resultado          | Adversário e resultado               | Adversário e resultado                | Adversário e resultado                       | Adversário e resultado                       | Adversário e resultado                            | Posição          |
| ------------------------------ | ------- | ------------------------------- | ------------------------------------ | ------------------------------------- | -------------------------------------------- | -------------------------------------------- | ------------------------------------------------- | ---------------- |
| Thomas Johansson               | Simples | FIN J. Nieminen V 4-6, 6-4, 6-4 | RUS M. Youzhny D 5-7, 2-6            | Não avançou                           | Não avançou                                  | Não avançou                                  | Não avançou                                       | Não avançou      |
| Jonas Björkman                 | Simples | AUS L. Hewitt D 5-7, 5-7        | Não avançou                          | Não avançou                           | Não avançou                                  | Não avançou                                  | Não avançou                                       | Não avançou      |
| Robin Söderling                | Simples | FRA G. Simon D 4-6, 4-6         | Não avançou                          | Não avançou                           | Não avançou                                  | Não avançou                                  | Não avançou                                       | Não avançou      |
| Simon Aspelin Thomas Johansson | Duplas  |                                 | AUS P. Hanley - J. Kerr V 7-6, 6-3   | ESP N. Almagro - D. Ferrer V 7-6, 6-4 | POL M. Fyrstenberg - M. Matkowski V 7-6, 6-4 | FRA A. Clément - M. Llodra V 7-6, 4-6, 19-17 | SUI R. Federer - S. Wawrinka D 3-6, 4-6, 7-6, 3-6 | Medalha de prata |
| Jonas Björkman Robin Söderling | Duplas  |                                 | ESP R. Nadal - T. Robredo D 3-6, 3-6 | Não avançou                           | Não avançou                                  | Não avançou                                  | Não avançou                                       | Não avançou      |

Feminino
| Atleta          | Evento  | Fase de 64                   | Fase de 32                   | Fase de 16             | Quartas                | Semifinais             | Final                  | Final       |
| Atleta          | Evento  | Adversário e resultado       | Adversário e resultado       | Adversário e resultado | Adversário e resultado | Adversário e resultado | Adversário e resultado | Posição     |
| --------------- | ------- | ---------------------------- | ---------------------------- | ---------------------- | ---------------------- | ---------------------- | ---------------------- | ----------- |
| Sofia Arvidsson | Simples | THA T. Tanasugarn V 6-2, 6-1 | RUS E. Dementieva D 3-6, 4-6 | Não avançou            | Não avançou            | Não avançou            | Não avançou            | Não avançou |

### Tênis de mesa
Masculino
| Atleta(s)      | Evento     | Preliminar             | 1ª etapa                                                    | 2ª etapa                                                       | 3ª etapa                                           | 4ª etapa                                                           | Quartas                                               | Semifinais                                       | Final                                                           | Posição     |
| Atleta(s)      | Evento     | Adversário e resultado | Adversário e resultado                                      | Adversário e resultado                                         | Adversário e resultado                             | Adversário e resultado                                             | Adversário e resultado                                | Adversário e resultado                           | Adversário e resultado                                          | Posição     |
| -------------- | ---------- | ---------------------- | ----------------------------------------------------------- | -------------------------------------------------------------- | -------------------------------------------------- | ------------------------------------------------------------------ | ----------------------------------------------------- | ------------------------------------------------ | --------------------------------------------------------------- | ----------- |
| Jens Lundqvist | Individual |                        | AUS W. Henzell D 2-4 (13-15, 9-11, 11-8, 11-5, 10-12, 3-11) | Não avançou                                                    | Não avançou                                        | Não avançou                                                        | Não avançou                                           | Não avançou                                      | Não avançou                                                     | Não avançou |
| Jörgen Persson | Individual |                        |                                                             | SRB A. Karakašević V 4-2 (11-8, 8-11, 12-10, 8-11, 11-8, 11-7) | HKG Cheung Y. V 4-1 (11-9, 11-7, 11-4, 9-11, 11-2) | BLR V. Samsonov V 4-3 (7-11, 8-11, 11-9, 11-13, 11-7, 12-10, 11-9) | CRO Z. Primorac V 4-1 (7-11, 11-6, 11-8, 14-12, 11-9) | CHN Wang H. D 1-4 (9-11, 9-11, 11-9, 7-11, 9-11) | Disputa pelo bronze CHN Wang L. D 0-4 (11-13, 2-11, 5-11, 9-11) | 4º          |

| Atletas                                                  | Evento  | Fase de grupos          | Fase de grupos | Semifinal              | Repescagem 1ª rodada   | Repescagem 2ª rodada   | Final                  | Posição     |
| Atletas                                                  | Evento  | Adversário e resultado  | Pos.           | Adversário e resultado | Adversário e resultado | Adversário e resultado | Adversário e resultado | Posição     |
| -------------------------------------------------------- | ------- | ----------------------- | -------------- | ---------------------- | ---------------------- | ---------------------- | ---------------------- | ----------- |
| Pär Gerell Jens Lundqvist Jörgen Persson Robert Svensson | Equipes | KOR Coreia do Sul D 0-3 | 3º (Grupo C)   | Não avançou            | Não avançou            | Não avançou            | Não avançou            | Não avançou |
| Pär Gerell Jens Lundqvist Jörgen Persson Robert Svensson | Equipes | TPE Taipé Chinês D 2-3  | 3º (Grupo C)   | Não avançou            | Não avançou            | Não avançou            | Não avançou            | Não avançou |
| Pär Gerell Jens Lundqvist Jörgen Persson Robert Svensson | Equipes | BRA Brasil V 3-0        | 3º (Grupo C)   | Não avançou            | Não avançou            | Não avançou            | Não avançou            | Não avançou |

### Tiro
Masculino
| Atleta       | Evento               | Qualificação | Qualificação | Final       | Final       | Posição |
| Atleta       | Evento               | Placar       | Posição      | Placar      | Total       | Posição |
| ------------ | -------------------- | ------------ | ------------ | ----------- | ----------- | ------- |
| Håkan Dahlby | Fossa olímpica dublê | 135          | 11º          | Não avançou | Não avançou | 11º     |

Feminino
| Atleta           | Evento | Qualificação | Qualificação | Final  | Final | Posição |
| Atleta           | Evento | Placar       | Posição      | Placar | Total | Posição |
| ---------------- | ------ | ------------ | ------------ | ------ | ----- | ------- |
| Nathalie Larsson | Skeet  | 69           | 6º           | 23     | 92+2  | 4º      |

### Tiro com arco
Masculino
| Atleta           | Evento     | Fase de Ranking | Fase de Ranking | Fase de 64                        | Fase de 32             | Oitavas                | Quartas                | Semifinais             | Final                  | Final       |
| Atleta           | Evento     | Placar          | Chave           | Adversário e resultado            | Adversário e resultado | Adversário e resultado | Adversário e resultado | Adversário e resultado | Adversário e resultado | Posição     |
| ---------------- | ---------- | --------------- | --------------- | --------------------------------- | ---------------------- | ---------------------- | ---------------------- | ---------------------- | ---------------------- | ----------- |
| Magnus Petersson | Individual | 646             | 49º             | CAN C. Duenas V 108 (19)-108 (18) | BLR M. Kunda D 110-112 | Não avançou            | Não avançou            | Não avançou            | Não avançou            | Não avançou |

### Triatlo
Feminino
| Atleta      | Evento   | Natação | Natação | Ciclismo | Ciclismo | Corrida | Corrida | Total      | Posição final |
| Atleta      | Evento   | Tempo   | Posição | Tempo    | Posição  | Tempo   | Posição | Total      | Posição final |
| ----------- | -------- | ------- | ------- | -------- | -------- | ------- | ------- | ---------- | ------------- |
| Lisa Nordén | Feminino | 20 m56s | 46º     | 1h26m51s | 23º      | 35m05s  | 5º      | 2h02m27s47 | 18º           |

### Vela
Masculino
| Atleta                           | Evento | Regata | Regata | Regata | Regata | Regata | Regata | Regata | Regata | Regata | Regata | Regata  | Pontos | Posição           |
| Atleta                           | Evento | 1      | 2      | 3      | 4      | 5      | 6      | 7      | 8      | 9      | 10     | M       | Pontos | Posição           |
| -------------------------------- | ------ | ------ | ------ | ------ | ------ | ------ | ------ | ------ | ------ | ------ | ------ | ------- | ------ | ----------------- |
| Rasmus Myrgren                   | Laser  | 7      | 16     | 8      | 2      | 8      | 13     | 22     | 7      | 2      |        | 20      | 83     | 6º                |
| Anton Dahlberg Sebastian Östling | 470    | 16     | 18     | 2      | 5      | BFD    | 20     | 17     | 13     | 14     | 6      | Não av. | 111    | 15º               |
| Fredrik Lööf Anders Ekström      | Star   | 1      | 4      | 15     | 3      | 6      | 1      | 8      | 2      | 1      | 7      | 20      | 53     | Medalha de bronze |

Feminino
| Atleta                            | Evento       | Regata | Regata | Regata | Regata | Regata | Regata | Regata | Regata | Regata | Regata | Regata  | Pontos | Posição |
| Atleta                            | Evento       | 1      | 2      | 3      | 4      | 5      | 6      | 7      | 8      | 9      | 10     | M       | Pontos | Posição |
| --------------------------------- | ------------ | ------ | ------ | ------ | ------ | ------ | ------ | ------ | ------ | ------ | ------ | ------- | ------ | ------- |
| Karin Söderström                  | Laser Radial | 19     | 19     | 4      | 25     | 9      | 18     | OCS    | 5      | 8      |        | Não av. | 107    | 14º     |
| Vendela Santén Therese Torgersson | 470          | 10     | 14     | 18     | DSQ    | 19     | 8      | 5      | 14     | 5      | 8      | Não av. | 101    | 15º     |

Aberto
| Atleta                     | Evento | Regata | Regata | Regata | Regata | Regata | Regata | Regata | Regata | Regata | Regata | Regata | Regata | Regata  | Pontos | Posição |
| Atleta                     | Evento | 1      | 2      | 3      | 4      | 5      | 6      | 7      | 8      | 9      | 10     | 11     | 12     | M       | Pontos | Posição |
| -------------------------- | ------ | ------ | ------ | ------ | ------ | ------ | ------ | ------ | ------ | ------ | ------ | ------ | ------ | ------- | ------ | ------- |
| Daniel Birgmark            | Finn   | 14     | 17     | 1      | 6      | 12     | 3      | 3      | 5      |        |        |        |        | 14      | 58     | 4º      |
| Jonas Lindberg Karl Torlén | 49er   | 16     | 18     | 2      | 17     | 12     | 16     | 17     | 14     | 19     | 16     | 16     | OCS    | Não av. | 163    | 18º     |

Legenda
| Recorde mundial      | Recorde mundial (World record)               |                       | Recorde africano                      | Recorde africano (African) |                                           | Q | Classificado por posição (Qualified) |
| Recorde olímpico     | Recorde olímpico (Olympic record)            | Recorde da América    | Recorde da América (Americas)         | q                          | Classificado por melhor tempo (Qualified) |   |                                      |
| Melhor marca do ano  | Melhor marca do ano (World leading)          | Recorde asiático      | Recorde asiático (Asian)              | DNS                        | Não largou (Did not start)                |   |                                      |
| Recorde nacional     | Recorde nacional (National record)           | Recorde europeu       | Recorde europeu (European)            | DNF                        | Não terminou (Did not finish)             |   |                                      |
| Recorde pessoal      | Recorde pessoal do atleta (Personal best)    | Recorde da Oceania    | Recorde da Oceania (Oceania)          | DSQ / DQ                   | Desclassificado (Disqualified)            |   |                                      |
| Recorde da temporada | Recorde da temporada do atleta (Season best) | Recorde sul-americano | Recorde sul-americano (South America) | NM                         | Sem marca (No mark)                       |   |                                      |

### Remo
| S | Classificado(a) para as semifinais |    |                        | FA | Final A (disputa de medalhas) |  |  | FD | Final D (sem medalhas) |
| Q | Classificado(a) para as quartas    | FB | Final B (sem medalhas) | FE | Final E (sem medalhas)        |  |  |    |                        |
| R | Classificado(a) para a repescagem  | FC | Final C (sem medalhas) | FF | Final F (sem medalhas)        |  |  |    |                        |

### Vela
| M   | Regata da Medalha da qual só participam os dez primeiros colocados das regatas anteriores  |  |  | CAN | Regata cancelada |
| BFD | Desclassificado por bandeira preta (Black Flag Disqualified)                               |  |  |     |                  |
| UFD | Desclassificado por bandeira "U" (U Flag Disqualified)                                     |  |  |     |                  |
| OCS | Largada queimada (On the Course Side of the starting line)                                 |  |  |     |                  |
| DNE | Desclassificação sem eliminação (infração a um item do regulamento da prova – Did Not End) |  |  |     |                  |